# Fraškerić
Fraškerić  je nenaseljeni otočić uz zapadnu obalu Istre, južno od Pule.
Površina otoka je 25.169 m2, duljina obalne crte 610 m, a visina 7 metara.